# 伊藤明彦

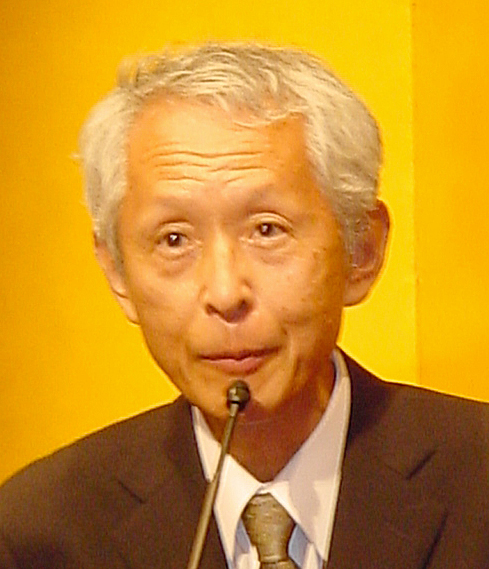
伊藤明彦

伊藤 明彦（いとう あきひこ、1936年11月5日 - 2009年3月3日）は、日本のジャーナリスト。原子爆弾被爆証言取材の第一人者であり、「被爆者の声を記録する会」の代表を務めた。早稲田大学第一文学部卒。

## 略歴
- 1936年　東京都生まれ。本籍地、山口県宇部市。8人きょうだいの末っ子。すぐ上の兄とは双子[1]。
- 1944年　銀行員だった父の仕事の関係で長崎市に転居[2][1]。
- 1945年　被爆当日の8月9日は山口県に縁故疎開していた。両親、姉たちは長崎市内で被爆。10日後、母に連れられて長崎市の自宅へ戻った。長崎市にて「入市被爆」、当時8歳[1]。
- 中学・高校は私立海星学園。１級上に美輪明宏がいた。早稲田大学第一文学部(西洋史専攻)卒業[1]。
- 1960～1970年　長崎放送に勤務。1968年から業務として被爆者の声の取材をはじめる。

　同放送局を退職し、自費による被爆証言取材活動を続ける。音声証言収録者数は、1,003名、オープンリールテープ951巻。
- 1982～1992年　取材証言をまとめた録音構成『被爆を語る』のオープンリール／カセットテープを各地の資料館や図書館に寄贈。

　　　　　　※カセットテープ版 全14巻はWebサイト「被爆者の声」にて聴取可能。
- 2001年　第7回 平和・協同ジャーナリスト基金 基金賞　受賞[4]。
- 2001年　シチズン・オブ・ザ・イヤー　受賞[4]。
- 2006年　取材証言をまとめたCD作品『ヒロシマ ナガサキ 私たちは忘れない』を各地の資料館や図書館に寄贈[4]。

　　　　　　※上記CD作品はWebサイト「被爆者の声」にて聴取可能。
- 2006年　第49回 日本ジャーナリスト会議（JCJ）賞 特別賞　受賞[4]。
- 2006年11月～2009年1月　ビデオによる被爆証言取材活動を行う。

　2006年11月～2007年11月　広島に滞在して取材
　2007年11月～2008年10月　自宅（東京都・調布市）を拠点に関東近郊を取材
　2008年10月～2009年1月　長崎に滞在して取材（取材半ばに体調を崩し、一時帰宅）
　　ビデオ取材人数は、のべ349名。
　　　　　　※上記ビデオ取材映像はWebサイト「被爆者の声」またはYouTubeチャンネル「被爆者の声」にて視聴可能。
- 2007年　第6回 放送人グランプリ2007 特別賞　受賞。
- 2008年　「40年間にわたり全国の被爆者を訪ねて証言の取材を続けて声を収録し、さらに録音テープにまとめ施設に寄贈」したことに対して、第42回 吉川英治文化賞　受賞[4]。
- 2009年　3月2日、部屋でもうろうとしているのを発見され、救急搬送。駆けつけた姉に、「やり残したことがあるので死にたくない」と伝えたが、3月3日、肺炎により東京都内の病院で死亡。享年72。遺志で葬儀は営まれず、献体された[5]。

## 被爆を語る
伊藤明彦は、入社8年後の1968年11月からNBC長崎放送のラジオ番組「被爆を語る」をスタートさせた。第1回放送は、11月5日火曜日。偶然にも32歳の誕生日だった。早朝の6分間、週3回の放送だった。これは、被爆地の放送局として「被爆者の声」を収録するとともに、長期的に保存し、その一部を放送するという新しい企画提案であった。ライフワークにもと思っていたが、この番組の担当を社内の事情でおろされ、佐世保支局へ転勤させられた。番組を担当してわずか半年後であった。
その後、ラジオ番組「被爆を語る」は番組名を「長崎は証言する」に変更され、現在もなお毎週土曜日、朝6：40からの5分番組として長崎に在住している被爆体験者の声を取材して放送している。

## 音声作品
- 1982～1984年制作・寄贈　オープンリール版「被爆を語る」（51人分52巻　約70時間）

　全国14施設へ寄贈。
- 1989年制作　カセットテープ版「被爆を語る」（14人分14巻　約18時間30分）

　1989年～92年夏 全国944施設へ寄贈。
- 2006年制作　CD作品「ヒロシマ ナガサキ 私たちは忘れない」（9枚組　約8時間40分）

　2006年 全国547施設・団体・個人へ寄贈・贈呈（うち小部数は米国）。

## ドラマ
2025年4月、ジャーナリスト伊藤明彦の実話をもとに、NHK 総合テレビから8月に89分番組、戦後80年ドラマ「八月の声を運ぶ男」として放送されることが発表された。作: 池端俊策 、主演: 本木雅弘。主人公は「辻原保」である。彼は、被爆者の「九野和平」と運命的な出会いを果たす。
2025年5月、NHKより戦後80年ドラマ「八月の声を運ぶ男」の新たな出演者とともに放送予定日が発表された。

## 著書
- 『未来からの遺言―ある被爆者体験の伝記』（1980年　青木書店、2012年7月 岩波現代文庫にて復刊）
- 『原子野の『ヨブ記』 　かつて核戦争があった』（1993年　径書房）
- 『シナリオ　被爆太郎伝説』（1999年　窓社）
- 伊藤明彦『未来からの遺言　－ある被爆者体験の伝記』 社会246、岩波書店〈岩波現代文庫〉、2012年7月18日。ISBN 978-4-00-603246-3。
- 伊藤明彦『未来からの遺言　ある被爆者体験の伝記／シナリオ 被爆太郎伝説』 1巻、編集室 水平線、長崎県長崎市〈伊藤明彦の仕事〉、2024年12月10日。ISBN 978-4-909291-07-3。